# Jerry Sags
Jerome Saganovich (* 5. Juli 1964 in Allentown, Pennsylvania) besser bekannt als Jerry Sags, ist ein früherer US-amerikanischer Wrestler, und eine Hälfte der Nasty Boys, einem Tag Team der ehemaligen WWF. Saganovich ist mit Dusty Rhodes’ Schwägerin verheiratet. Jerry Sags steht bei Total Nonstop Action Wrestling (TNA) unter Vertrag.

## Karriere
Saganovich begann seine Karriere 1985 in der AWA als Ringrichter, bevor er sich 1986 mit Brian Yandrisovitz alias Brian Knobbs als Nasty Boys zusammenschloss. Nachdem sie in Tennessee und bei Florida Championship Wrestling erfolgreich waren, gingen sie 1990 zur NWA. Ein Jahr später bereits, wechselten sie dann in die WWF, wo sie der Hart Foundation bei Wrestlemania VII die Titel abnehmen konnten. Sie verloren die Titel während einer Fehde wieder an die Road Warriors.
1993 gingen sie zurück zur WCW, wo sie Missy Hyatt als Managerin bekamen und den World Tag-Team Titel insgesamt dreimal erringen konnten.
1997 kam es zu einem Shoot gegen Scott Hall, der zu jener Zeit im Backstage-Bereich als Gründungsmitglied der New World Order große Macht backstage hatte. Ein paar Wochen vorher hatte Scott Hall bei einem Stuhlschlag Saggs am Genick verletzt. Als es auf Grund eines Missverständnisses bei einem Match zu einem erneuten Stuhlschlag kam, griff Saggs Scott Hall an und schlug ihm einen Zahn aus. Jedoch hatte Kevin Nash den Schlag ausgeführt. Kurz darauf wäre Sags beinahe gefeuert worden, doch letztlich wurde er lediglich für längere Zeit beurlaubt. Als jedoch seine Genickverletzung schlimmer wurde, begann er sich aus dem Wrestling zurückzuziehen.
2001 gingen Knobbs und er zur XWF. Zusammen mit Roddy Piper war er einer der dortigen Trainer. Mit Knobbs ließ er die Nasty Boys noch einmal aufleben, bevor beide 2002 endgültig zurücktraten.
Die beiden treten weiterhin bei diversen Independent-Ligen als Nasty Boys auf. 2010 waren sie kurzzeitig bei TNA, wo sie vor allem gegen Team 3-D antraten.

## Privatleben
Jerry Sags ist verheiratet und hat drei Kinder. Er lebt mit seiner Familie in Treasure Island, Florida. Er ist mit Dusty Rhodes verschwägert.

## Titel
- World Championship Wrestling

- 3× WCW World Tag Team Champion (mit Brian Knobbs)

- World Wrestling Federation

- 1× WWF World Tag Team Champion (mit Brian Knobbs)

- American Wrestling Association

- 2× AWA Southern Tag Team Champion (mit Brian Knobbs)

- Florida Championship Wrestling

- 5× FCW Tag Team Champion (mit Brian Knobbs)

- Xtreme Wrestling Federation

- 1× XWF Tag Team Champion (mit Brian Knobbs)

- Sonstige

- 1× SAPC Tag Team Champion (mit Brian Knobbs)
- 1× NAWA Tag Team Champion (mit Brian Knobbs)
- 1× PWF Tag Team Champion (mit Brian Knobbs)